# Пляжне бінго
«Пляжне бінго на підстилці» (англ. Beach Blanket Bingo) — американський комедійний мюзикл Вільяма Ешера 1965 року.

## Сюжет
Банда байкерів викрадає зірку естради Шугар Кейн. Перед продюсером стоїть нелегке завдання — знайти свою підопічну.

## У ролях
- Френкі Авалон — Френкі
- Аннетт Фанічелло — Ді Ді
- Дебора Воллі — Бонні
- Харві Лембек — Ерік фон Зіппер
- Джон Ешлі — Стів Гордон
- Джоді МакКрі — «Бовдур»
- Донна Лорен — Донна
- Марта Крістен — Лорелей
- Лінда Еванс — Шугар Кейн
- Бастер Кітон — камео
- Майкл Нейдер — Бутч